# Jean Brunhes
Pour les autres membres de la famille, voir Famille Brunhes.
Pour les articles homonymes, voir Brunhes.

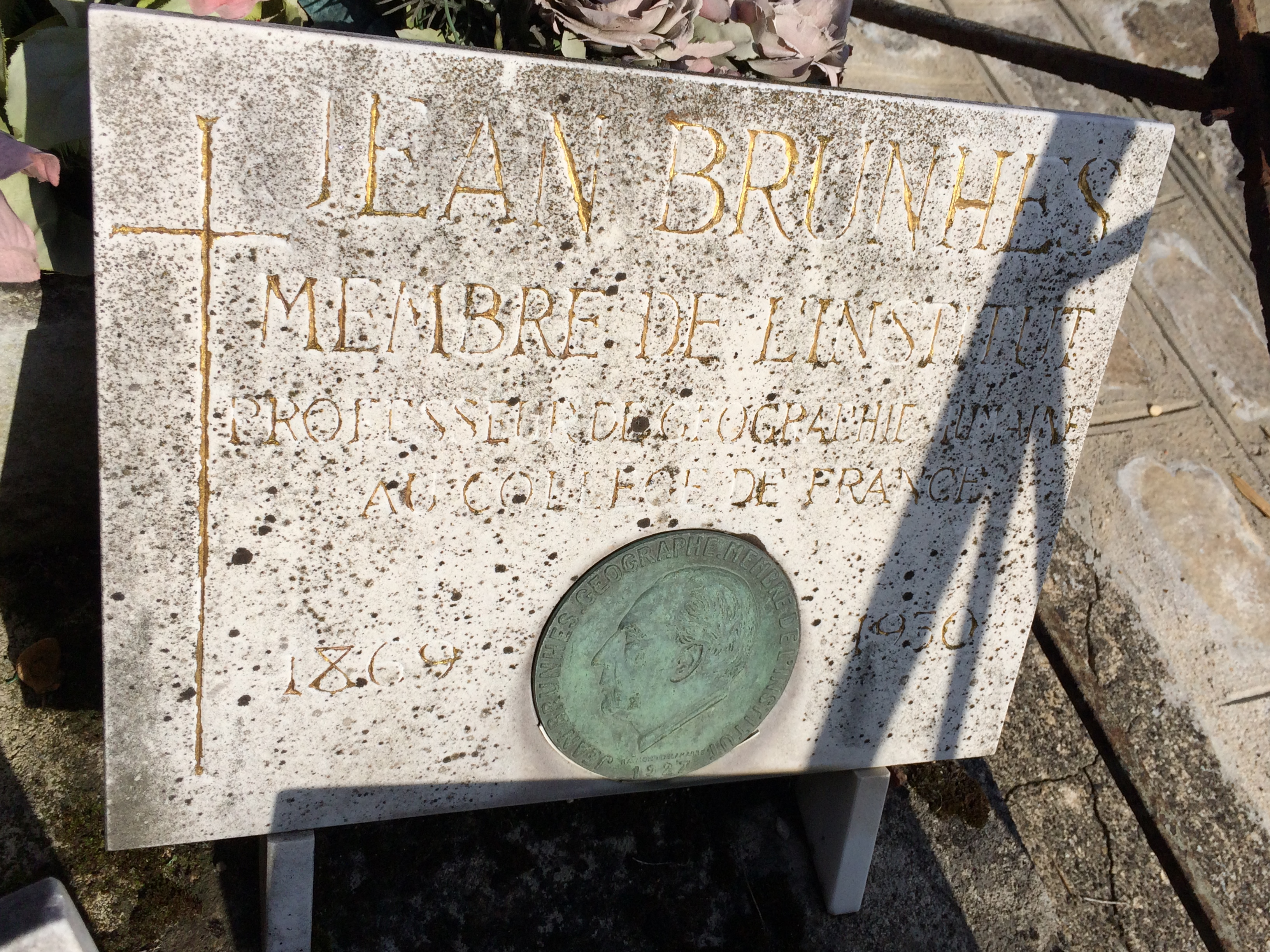
Tombe de Jean Brunhes au cimetière ancien de Boulogne-Billancourt (Hauts-de-Seine).

Jean Brunhes, né le 25 octobre 1869 à Toulouse et mort le 25 août 1930 à Boulogne-Billancourt, est un géographe français.

## Biographie
Jean Brunhes devient agrégé d'histoire et géographie en 1892 après avoir été élève de l'École normale supérieure de Paris. Sur les conseils de Paul Vidal de La Blache, lauréat de la première promotion de la Fondation Thiers en 1893, il séjourne plus d'un an en Espagne, région où il étudie la matière de sa thèse future. Celle-ci, novatrice, soutenue en 1902, est intitulée L'Irrigation. Ses conditions géographiques, ses méthodes, son organisation dans la péninsule ibérique et dans l'Afrique du Nord : étude de géographie humaine.
De 1896 à 1912, il travaille comme professeur de géographie à l'Université de Fribourg. Il en est le recteur de 1909 à 1910. Il enseigne également à l'Université de Lausanne dès 1907, première chaire au monde où apparaît le terme « géographie humaine ».
Brunhes est un géographe atypique, qui n'a pas pu faire sa carrière universitaire en France. D'abord à cause de ses opinions politiques, puisqu'il était un catholique social engagé, proche du Sillon de Marc Sangnier, et ensuite par ses choix épistémologiques.
Ainsi La Géographie humaine, le manuel d’enseignement supérieur qu'il publie en 1910, comme le Traité de géographie physique d’Emmanuel de Martonne édité l'année précédente, participe à la constitution d'une géographie en plein devenir dont les concepts ne sont pas encore stabilisés. Il l'inscrit toutefois dans un champ universitaire qui légitime ses choix auprès de ses pairs, ses commanditaires et son public.
1912 voit la double consécration de Jean Bruhnes : il devient titulaire d'une chaire de Géographie humaine au Collège de France financée par le philanthrope Albert Kahn, lequel lui confie aussi la direction scientifique des Archives de la Planète, inventaire audiovisuel du monde par la photographie en couleur et le cinéma.
Le géographe est en effet un passionné de l'image pour appuyer ses recherches sur le terrain. Perdant sa femme Henriette au début de la Première Guerre mondiale, mobilisé de façon très brève, il poursuit ses cours, dont certains sont publiés sous le titre de Géographie de la guerre et de la paix en 1921. Il écrit également dans de nombreux journaux, s'engage en faveur de la Serbie et de la Yougoslavie et participe aux travaux du Comité d'études. 
Élu membre de l'Académie des sciences morales et politiques en 1927, Brunhes publiera jusqu'à sa mort en 1930 de nombreux ouvrages remarquables, qui rencontreront par ailleurs un grand succès public et qui contribueront à vulgariser en France les concepts de la géographie humaine.
Il repose au cimetière ancien de Boulogne-Billancourt.

## Apports scientifiques: une théorie très originale de l'espace
Les idées de Brunhes sont très à contre-courant du mouvement général lorsqu'il définit en 1910 ses Principes de géographie humaine de la France, ouvrage qui sera augmenté en 1912 et en 1925, où s'échelonnent plusieurs niveaux de perception des phénomènes spatiaux : d'abord la géographie des nécessités vitales (exploitation de la terre), ensuite la géographie sociale et enfin la géographie historique et politique. Sa méthode s'ordonne autour de trois séries de « faits essentiels » :
- l'occupation improductive du sol (maisons et chemins),
- la conquête végétale et animale (culture, élevage) et
- l'économie qu'il appelle « destructrice » (dévastations animales, végétales et exploitations minérales)[8].

Cette classification s'inspire de l'idée de surface et vise les objets par lesquels s'y manifeste l'action de l'homme. Cette géographie humaine a reçu un accueil très mitigé de la part des vidaliens, très sceptiques quant à cette approche qui privilégie les œuvres humaines matérielles dans leur dimension culturelle et historique (l'architecture et le génie rural par exemple) au détriment de la vision plus totalisante et abstraite défendue par la géographie jacobine de l'École normale de Paris. C'est la conception brunhienne qui prévaudra avec l'École des annales et avec ses travaux comme les Caractères originaux de l'histoire rurale française de Marc Bloch.

## Œuvres
- Michelet, Librairie Devaux, Paris, 1898 – Prix d'éloquence de l’Académie française.
- "Les marmites du barrage de la Maigrauge", in Bulletin de la société fribourgeoise des sciences naturelles, 1899, vol. VII, p. 169-185[9].
- L'irrigation. Ses conditions géographiques. Ses modes et son organisation dans les zones arides et désertiques de l'Espagne et du Nord de l'Afrique, C. Naud, Paris, 1902, 518 p.[2]
- La géographie humaine. Essai de classification positive. Principes et exemples, éditions Alcan, Paris, 1910, 844 p. – Prix Halphen de l'Académie française
- "Du caractère propre et du caractère complexe des faits de géographie humaine" in Annales de géographie, éditions Armand Colin, 1913.
- Avec C. Vallaux, La géographie de l'histoire. Géographie de la paix et de la guerre sur terre et sur mer, Alcan, Paris, 1921, 716 p. [10]
- La géographie humaine, Alcan, Paris, 1925, 2 tomes.
- Comment s'est faite la carte de France, in La Revue universelle, 1926, 126 p.
- La géographie humaine de la France dans : Gabriel Hanot, Histoire de la nation française, 1926. illustration du peintre Mathurin Méheut.
- Géographie  Cours-Supérieur, chez Alfred Mame, illustration de Mathurin Méheut.
- Races. Image du monde, Firmin Didot, Paris, 1930.

## Hommage
En 1908, le navigateur et explorateur français Raymond Rallier du Baty donne le nom de glacier Jean Brunhes à l'un des glaciers des îles Kerguelen.
Depuis 1940, un boulevard de Toulouse, sa ville natale, porte son nom.